# Unreal Development Kit
Unreal Development Kit（以下UDK）とは、EPIC GAMESが無料配布しているゲーム開発キットである。

## 概要
UDKは同社のUnreal Engine3を用いているゲーム開発キットであり、2009年11月5日から非商用目的および教育目的において無償で配布されはじめた。また同キットは全てではないが日本語ローカライズが施されている。